# متنزه نهر كيب الوطني
متنزه نهر كيب الوطني هو متنزه وطني يقع في الإقليم الشمالي في أستراليا، ويبعد 418 كم جنوب غرب داروين (الإقليم الشمالي) و468 كم غرب كاثرين. وأقرب بلدة له هي كورونورا في أستراليا الغربية.

## البيئة

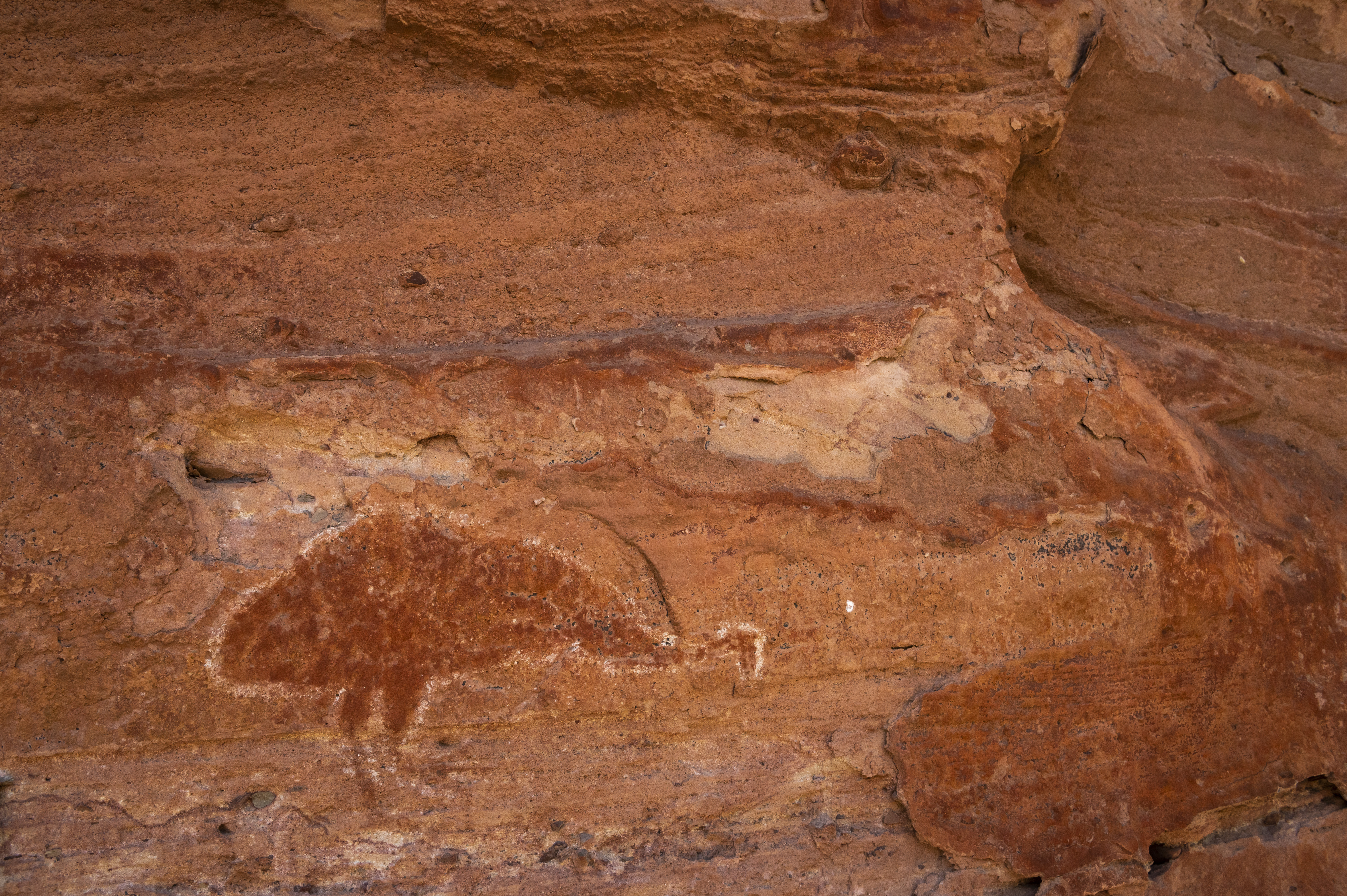
فن صخري للسكان الأصليين في المتنزه

يحتوي المتنزه على عدد من التكوينات الصخرية الرملية اللافتة، ويوجد موقع لفن السكان الأصليين في أستراليا في نهاية ممر المشي الممتد عبر قاع نهر كيب. يقع المتنزه ضمن الأراضي القبلية لشعبي ميريونغ وغادجيرونغ. كما أن معظم أراضي المتنزه تقع داخل منطقة نهر كيب المهمة للطيور، والتي تم تحديدها لأهميتها في الحفاظ على طائر شرشور غولد المُهدد بالانقراض.

## الوصول
مثل معظم متنزهات توب إند، قد يتعذر الوصول إلى المتنزه خلال الموسم الرطب بسبب الفيضانات. وتُعد الفترة بين مايو وأغسطس الأنسب للزيارة، حيث تتراوح درجات الحرارة ما بين 10 و35 °م.

## روابط خارجية
- النشرة الرسمية وخريطة المتنزه
- رابط محدث للنشرة الرسمية
- متنزه نهر كيب الوطني